# Nimbus (műhold)
A Nimbus (görögül: felhő) amerikai második generációs meteorológiai műhold, kutatási-fejlesztési célokra épült.

## Története
Feladata, hogy pályára állítása után méréseivel stabil adatszolgáltatást biztosítson a hadsereg részére. A Vandenberg légitámaszpontról indítva Thor–Agena (Nimbus 1-4) és a Delta (Nimbus 5-7) hordozórakétákat a alkalmazták. Összesen 7 Nimbus űreszközt állítottak pályára. Műszerei: televíziós kamera (nappali oldalon), infravörös radiométer (az éjszakai oldalon) a Föld felső rétegeinek vizsgálatára, valamint a Nap hatástényezőit mérő műszerek (hőmérséklet, sugárzási hatások, képalkotó és telemetria rendszer). A felhőkön és felhőrendszereken, a hőmérséklet változásokon, a viharok kialakulásán- és figyelemmel kísérésén, a páratartalom mérésén, a sugárzási tartományok ellenőrzésén kívül megfigyelték a városok fényszennyezéseit, környezetváltozásait, tüzeket, homok- és porviharokat, hó- és jégtakarót, óceáni áramlatokat és más környezeti folyamatokat.
Kifejlesztője és építője a NASA. A program lehetővé tette előbb az ESSA–program, majd a NIMBUS–program felépítését.

### Műholdak
- NIMBUS–1 1964. augusztus 28. – 1974. május 16.
- NIMBUS–2 1966. május 15. – 1969. január 17.
- NIMBUS–3 1969. április 4. – 1972. január 22.
- NIMBUS–4 1970. április 8. – 1980. szeptember 30.
- NIMBUS–5 1972. december 11. –
- NIMBUS–6 1975. június 12. –
- NIMBUS–7 1978. október 24. –

A 7 űreszközt 14 év alatt állítottak szolgálatba, adatszolgáltatásukat közel 30 éves üzemidővel alkalmazták. Minden újabb felbocsátásnál alkalmazták az új technológiákat. Adatszolgáltatását a katonai felhasználáson túl a Nemzeti Óceán- és Légkörkutatási Hivatal (NOAA) is használhatta.

### Felépítésük
Háromtengelyesen stabilizált műhold Föld felé forduló részét foglalták el a kamerák, ennek átmérője 1,5, magassága 3 méter. Felette kúp alakú könnyűfémből készült csőváz szerkezetben található a helyzetstabilizáló egység, a hideggáz-fúvókák, a pályakorrekciókat segítő üzemanyag tartályok és a vezérlő berendezések. Az űreszköz oldalán helyezték el a napelemeket, amelyek automatikusan a Nap felé fordulnak. Éjszakai (földárnyék) energia ellátását ezüst-cink akkumulátorok biztosították. Magasságuk 3 méter, tömegük 375–575 kilogramm között változott.

### Felhasználási területek

#### Időjárás előrejelzés
A meteorológiai műholdak alkalmazásával, a műszerek fejlődésével a tudósok egyre több adatot kaptak az időjárás változásairól. A Föld felső rétegeinek vizsgálata (nyomásadatok, viharzónák eredete- és haladása, hőmérséklet változások, stb.) során a globális lefedettséggel 3–5 napos időjárás előrejelzés vált lehetővé.

#### Napsugárzás vizsgálata
Az egyik legfontosabb tudományos vizsgálat részletesen feltárta a napsugárzás hatástényezőit, a légkörre, az időjárás változásaira. Megismerték a beérkező, illetve a Földről távozó sugár- és hő mechanizmusokat. Kialakíthatták a klímamodellt, ellenőrizhetővé téve a veszélyforrások időbeliségét. A globális felmelegedés okai, tényezői ellenőrizhetővé vált.

#### Ózon-réteg
A műholdak alkalmazása előtt a ballonos, repülőgépes vizsgálatok során a tudósok egyértelműen megállapították, hogy a klór- a halogén elemek, valamint a vegyi elemek légkörbe jutása nagy mérték befolyásolják az ózonréteg változásait. Tudományos megállapítást nyert, hogy az ózonréteg változásai jelentősen befolyásolják az időjárás állapotát. A műholdak segítségével sokkal pontosabb adathalmazt kapnak az ózonréteg állapotáról.

#### Jég áramlások
A sarki sapkákról leszakadó jég a tengeráramlatokkal hajózási útvonalakba kerül. A műholdak műszereivel ellenőrizhetővé váltak a felszíni- és vízalatti jégtömbök helyzete, veszélyforrása. A vizsgálatok elősegítették, hogy a tudósok még jobban megismerhessék az éghajlatváltozás hatástényezőit. A NIMBUS–2 speciálisan foglalkozott az Északi-sarki és az antarktiszi jégtakaró vizsgálatával. A NIMBUS–5 és a NIMBUS–7 méréseivel ellenőrizni tudták a folyamatváltozásokat.

#### Globális helymeghatározó rendszer
A NIMBUS–3 biztosította azt a technológiai műszercsomagot, amely segítségével (háromszögelés) pontos adatokat kaptak az adott objektum (földi, légi, vízi) helyzetéről. Az objektum helyzete (meteorológiai adatvevő) lehetővé tette az időjárás lokális állapotának folyamatos előrejelzését. A Nimbus föld–műhold–föld kommunikációs rendszer megteremtette az első műholdas keresési és ellenőrzési rendszert.
Az új technológia polgári tesztelését 1971-ben Sheila Scott brit pilóta végezte, amikor első alkalommal kis repülőgépével az Északi-sark felett hosszú távú, 55 000 kilométeres rekordot teljesítette.

## Külső hivatkozások
- NIMBUS. astronautix.com. [2014. január 9-i dátummal az eredetiből archiválva]. (Hozzáférés: 2014. március 3.)
- NIMBUS. nasa.gov. (Hozzáférés: 2014. március 3.)
- NIMBUS. nasa.gov. (Hozzáférés: 2014. március 3.)